# 失職
失職（しっしょく）とは、広義では職業を失うことをいうが、狭義では公務員が本人の退職手続や任命権者の懲戒処分などによらずに、その職を失うことを表す。

## 国会議員・地方自治体の首長・地方議員の失職（退職）
マスコミ用語では「失職」というが、国会法や地方自治法等では「退職」という用語を用いている。

### 共通
公職への立候補による失職
公職選挙法第89条・第90条の規定により、首長及び議員が公職の候補者となった（立候補した）ときは失職する（当選を失う）。この理由には、公職に就いたまま、他の選挙に漫然と出馬してあわよくば鞍替えしようとする不誠実な行為の防止や、選挙運動が公務の妨げになることを防ぐ意味があるとされる。
ただし、本人の任期満了を控えて行われる当該選挙に再選を目指して立候補するときは、失職せず任期満了まで務めることができる。
このような公職への立候補に伴う失職は、特に自動失職と呼ばれることがある。
被選挙権喪失による失職
公職選挙法第99条の規定により、選挙後に被選挙権を有しなくなったときは、失職する（当選を失う）。具体的には、次のような場合がある。
1. 禁錮以上の刑に処せられた（執行猶予中の者を除く）
2. 公職在任中の収賄罪・斡旋利得罪、公職選挙法違反、政治資金規正法違反などの罪により有罪となった（執行を猶予された場合、罰金以下の場合も含む）
3. 公職在任中の収賄罪・斡旋利得罪、公職選挙法違反、政治資金規正法違反などの罪により禁錮以上の刑に処せられた後で一定期間を経過していない
4. 秘書、親族、選挙の総括責任者などが、当該選挙に関連して公職選挙法違反で有罪となり、いわゆる連座制を適用された
5. 日本国籍を喪失した

かつては成年被後見人も対象であったが、2013年の法改正により、2013年7月1日以後に公示・告示される選挙について、成年被後見人の被選挙権が回復された。

### 国会議員
衆議院解散
憲法第7条及び第69条の規定により、衆議院が解散されると、衆議院の全議員はその身分を失う。
除名処分
憲法第58条の規定により、対象議員の所属する議院の本会議において、出席議員の3分の2以上の賛成があれば、その議員は身分を失う。
比例代表選出議員の失職
公職選挙法第99条の2及び国会法第109条の2の規定により、比例代表選出議員が当選後、所属政党が選挙で競合した他政党に所属することとなったときは、失職する（当選を失う）。
なお、当選時の所属政党から離党した（自発的離党、除名処分など）だけでは失職しない。また、当選時の所属政党を離れた後、当選後に結成された新党に入党することでは失職しない。

### 地方自治体の首長
不信任決議
地方自治法第178条の規定により、地方自治体（都道府県、市町村、東京特別区）の首長がその議会から不信任決議を可決された場合、10日以内に自ら辞職するか議会を解散することを選択することになる。辞職も解散もせずに10日を経過すると、失職する。解散した場合は、議会選挙後に初めて招集された議会で再び不信任決議を受けると、直ちに失職する（議会を再度解散することはできない）。
リコール（解職請求）
地方自治法第76条 - 第88条の規定により、当該自治体の有権者の3分の1以上の署名を集めることで首長の解職を請求することができる。解職請求が認められると住民投票が行われ、有効投票総数の過半数の賛成により、首長は失職する。

### 地方自治体の議員
転出による被選挙権喪失
都道府県議会議員は他の都道府県へ、市区町村議会議員は他の市区町村へ転出すると、選挙権を喪失し、同時に被選挙権を喪失するため失職する。転出届を行わず形式的に住民登録を残していても、生活の本拠がなくなったと認められれば失職する。
除名処分
地方自治法第135条の規定により、対象議員の所属する地方議会において、議員の3分の2以上が出席し、その4分の3以上の賛成があれば、その議員は身分を失う。
リコール（議会の解散請求・解職請求）
地方自治法第76条 - 第88条の規定により、当該自治体の有権者の3分の1以上の署名を集めることで、議会の解散請求または、特定の議員の解職請求をすることができる。請求が認められると住民投票が行われ、有効投票総数の過半数の賛成により、議会の解散請求なら全議員が失職、特定の議員の解職請求なら当該議員が失職する。
首長による解散
議会が首長に対する不信任決議を可決した場合、首長がそれに対抗して議会を解散すると全議員は身分を失う。
自主的な解散
地方公共団体の議会の解散に関する特例法の規定により、議員の4分の3以上が出席し、その5分の4以上の賛成があれば、議会は自主解散することができ、全議員は身分を失う。

## その他公務員の失職

### 総論
公務員における失職とは、懲戒処分や分限処分による免職とは異なり、欠格条項（欠格事由）に該当した場合に、任命権者の何らの処分もなしに、自動的に職を失うことをいう。人事院規則8-12は、「職員が欠格条項に該当することによって当然離職することをいう。」と定義している。
これは、欠格条項に該当する職員の処遇については、任命権者による裁量の余地がないということを意味している。処分がない以上、失職に対して不服申立てでもって争う余地もない（行政事件訴訟法第4条の公法上の当事者訴訟として、失職事由に該当しないことを理由として、公務員であることの地位確認訴訟などは可能である）。
また、現に公務員の職にない者で、欠格条項に該当している場合、公務員の職に就くことはできない。例えば、欠格条項に該当することが見過ごされたまま採用された場合など、この規定に違反してなされた採用は無効である。
なお、定年退職についても、法によって定められた定年退職日が到来することによって当然に職を失うことになるため、法的には失職と類似している。ただし、定年退職の場合は退職金が支給されるのに対し、失職の場合は国家公務員退職手当法第8条により退職金が支給されないという違いがある。

### 公職への立候補による失職
首長・議員の場合と同様、公務員が公職の候補者となったときは、その届出の日をもって公務員の身分を失う。
ただし、公職選挙法第89条・第90条、裁判官弾劾法第41条の2の規定により、以下の場合は失職しない。
- 内閣総理大臣その他の国務大臣、内閣官房副長官、内閣総理大臣補佐官、副大臣、大臣政務官及び大臣補佐官
- 技術者、監督者及び行政事務を担当する者以外の者で、単純な労務に雇用される一般職に属する地方公務員
- 予備自衛官、即応予備自衛官、予備自衛官補
- 委員長及び委員の名称を有する職にある者[8]
- 顧問、参与、会長、副会長、会員、評議員、専門調査員、審査員、報告員及び観測員の名称を有する職にある者
- 統計調査員、仲介員、保護司及び参与員の職にある者
- 地方公共団体又は特定地方独立行政法人の嘱託員
- 消防団長その他の消防団員（常勤の者を除く）及び水防団長その他の水防団員（常勤の者を除く）
- 地方公営企業に従事する職員又は特定地方独立行政法人の職員で、課長又はこれに相当する職以上の主たる事務所における職にある者
- 最高裁判所から罷免の訴追をすべきことを求められている裁判官
- 裁判官訴追委員会から罷免の訴追をされている裁判官

### 欠格条項
国家公務員、地方公務員に共通する欠格条項の内容として次のものがあり、これらのいずれかに該当する場合は、人事院規則（現在人事院規則で例外規定は定められていない）あるいは地方公共団体の条例で定める場合を除き、失職し、国家公務員にあっては官職に就く能力を有せず、地方公務員にあっては職員となり、または競争試験若しくは選考を受けることができないとされる。
なお成年被後見人または被保佐人を欠格条項とする規定については、採用時に試験や面接等により適格性を判断し、その後、心身の故障等により職務を行うことが難しい場合においても病気休職、分限などの規定が既に整備されていることから、令和元年6月14日に「成年被後見人等の権利の制限に係る措置の適正化等を図るための関係法律の整備に関する法律」が公布され、これにより削除されることとなった。また、多くの国家資格で欠格事由とされている「破産手続開始の決定を受けて復権を得ない者」については、本人について財産権の管理について制約を課すものに過ぎず、欠格条項の対象とはなっていない。
- 禁錮以上の刑に処せられ、その執行を終わるまでまたは執行を受けることがなくなるまでの者

「執行を受けることがなくなるまでの者」とあることから、刑の宣告にあたって執行猶予がついていても、当該猶予期間中は欠格条項に該当することになる。なお、刑事訴訟においては無罪推定の原則があることから、禁錮以上の刑に処せられる可能性のある罪で起訴されたとしても、それをもってただちに失職するわけではない（ただし、分限処分として刑事休職の規定は適用されうる。）。
- 懲戒免職の処分を受け、当該処分の日から2年を経過しない者

なお、地方公務員法においては「当該地方公共団体において懲戒免職の処分を受け」と規定されていることから、他の地方公共団体において懲戒免職の処分を受け、当該処分の日から2年を経過しない者を職員とすることは構わないとされる。これは、懲戒免職の対象となる行為に対する評価が地方公共団体ごとに異なることがありうると考えられることによる。
- 日本国憲法施行の日以後において、日本国憲法またはその下に成立した政府を暴力で破壊することを主張する政党その他の団体を結成し、またはこれに加入した者

参議院内閣委員会1967年7月20日の政府答弁によると、「破壊活動防止法の規定に基づいて、公安審査委員会によって団体の活動として暴力主義的破壊活動を行ったと認定された団体」を念頭にしている。行政活動・教育活動その他公務員の職務は日本国憲法の定める社会秩序の下で行われ、その基本は言論による民主主義にあることから、これを否定する者が行政の職員たることは自己矛盾であり、また日本国憲法では公務員は憲法を尊重し、擁護する義務を負うことから望ましくないと考えられることによる。この規定には、「何年を経過しない者」等の限定規定が置かれていないことから、一度この欠格条項に該当した者については、不利益の取り扱いが永久に続くことになる。これは、これらの職責の重要性に鑑みてなされたものである。

### 無効な採用がなされた場合
欠格条項に該当していることが見過ごされて採用されるなど、そもそもの採用行為が無効であれば、かかる者がなした行政行為は、それを行う能力を有しない者が行ったものであるから、無効であるとするのが原則である。
しかしながら、相手方の信頼の保護や、行政の安定性を確保する等の観点から、これを有効なものとして取り扱うべき状況（講学上「事実上の公務員」の理論という。）も少なくないものと考えられ、実際には個別具体的な状況に応じて判断されることになろう。
またかかる者に対して支払われた給与相当額の金銭については、当該給与を支払う法律上の理由が存在しないのであるから、民事上の不当利得返還請求を行うことができると考えられるが、その一方で、かかる者から法律上の原因なくして労務の提供を得ていることから、かかる者も同じく不当利得返還請求を行うことができることになる。したがって通常は、両者の請求は同一であり相殺され、給与以外の手当についてのみかかる者に対して返還請求をなしうるものと考えられる。

### 定年退職について
職員は、定年に達したときは通常、定年に達した日以後における最初の3月31日を定年退職日とし、定年退職日に退職する。なお、国にあっては3月31日より前で任命権者があらかじめ指定する日、地方公共団体にあっては3月31日より前で条例で定める日を定年退職日とすることもできる。
定年は、
- 国家公務員については年齢60年（国家公務員法第第81条の2第2項。なお、病院、療養所、診療所等で人事院規則で定めるものに勤務する医師及び歯科医師は年齢65年、庁舎の監視その他の庁務及びこれに準ずる業務に従事する職員で人事院規則で定めるものは年齢63年、これらの職員のほか、その職務と責任に特殊性があること又は欠員の補充が困難であることにより定年を60歳とすることが著しく不適当と認められる官職を占める職員で人事院規則で定めるものは60年を超え、65年を超えない範囲内で人事院規則で定める年齢）、
- 地方公務員については、国の職員につき定められている定年を基準として条例で定める（地方公務員法第28条の2）

とされている。
前述のとおり、定年退職の法的性格は失職であることから、本来であれば任命権者の何らの処分も要さないところであるが、実際には辞令が交付される例が多いようである。

#### 定年制導入の時期
公務員における定年制については、昭和56年に国家公務員法及び地方公務員法の改正がなされ、昭和60年3月31日から実施されている。これより以前においては、公務員に定年制は導入されていなかった。

### 国家公務員法の規定
国家公務員の場合は、国家公務員法（昭和22年10月21日法律第120号）第76条に定める欠格条項に該当した場合は当然離職すると規定されている（人事院規則八－十二第71条第4号）
- 国家公務員法第38条（欠格条項）

次の各号のいずれかに該当する者は、人事院規則の定める場合を除くほか、官職に就く能力を有しない。 
1. 禁錮以上の刑に処せられ、その執行を終わるまで又は執行を受けることがなくなるまでの者
2. 懲戒免職の処分を受け、当該処分の日から2年を経過しない者
3. 人事院の人事官又は事務総長の職にあつて、第109条から第111条までに規定する罪を犯し刑に処せられた者[9]
4. 日本国憲法施行の日以後において、日本国憲法又はその下に成立した政府を暴力で破壊することを主張する政党その他の団体を結成し、又はこれに加入した者

- 国家公務員法第76条（欠格による失職）

職員が第38条各号の一に該当するに至つたときは、人事院規則に定める場合を除いては、当然失職する。
- 人事院規則（昭和27年5月23日人事院規則八―一二）第71条第4号

次に掲げる用語については、次の定義に従うものとする。
四 失職 職員が欠格条項に該当することによつて当然離職すること。
「人事院規則に定める場合を除いては」とあるが、現時点では人事院規則に特例や例外の規定がないため、欠格条項に該当した国家公務員は例外なく失職する。

### 地方公務員法の規定
地方公務員の場合は、地方公務員法（昭和25年12月13日法律第261号）第16条各号の一つに該当するに至ったときは、条例に特別の定がある場合を除く外、その職を失うとされる（地方公務員法第28条第4項）。ただし、この前置きを受けて、職員失職特例条例を定めている地方公共団体もある。
- 地方公務員法第16条（欠格条項）

次の各号の一に該当する者は、条例で定める場合を除くほか、職員となり、又は競争試験若しくは選考を受けることができない。 
1. 禁錮以上の刑に処せられ、その執行を終わるまで又はその執行を受けることがなくなるまでの者
2. 当該地方公共団体において懲戒免職の処分を受け、当該処分の日から2年を経過しない者
3. 人事委員会又は公平委員会の委員の職にあつて、第五章に規定する罪を犯し刑に処せられた者[9]
4. 日本国憲法施行の日以後において、日本国憲法又はその下に成立した政府を暴力で破壊することを主張する政党その他の団体を結成し、又はこれに加入した者

- 地方公務員法第28条第4項（降任、免職、休職等）

4 職員は、第16条各号（第三号を除く。）の一に該当するに至つたときは、条例に特別の定がある場合を除く外、その職を失う。